# Henry Magnusson
Sven Henry Magnusson, född den 26 mars 1926 i Grava församling, Värmlands län, död den 5 april 1997 i Karlstad, var en svensk militär.
Magnusson avlade studentexamen 1947. Han genomgick Krigsskolan (1949–1950), Krigshögskolan (1958–1960) och Försvarshögskolan. Magnusson blev löjtnant vid Värmlands regemente 1952 och kapten 1961. Han var generalstabsaspirant 1960–1963 och generalstabsofficer 1963–1975. Magnusson befordrades till major 1967, till överstelöjtnant 1969, till överste 1975 och till överste av första graden 1981. Han var sektionschef inom Östra militärområdesstaben 1970–1975, chef för Bergslagens värnpliktskontor 1975–1981 och chef för Älvsborgs regemente och befälhavare i Älvsborgs försvarsområde 1981–1986. Efter sin pensionering var Magnusson distriktssekreterare inom Röda Korsets Göteborgs- och Bohusdistrikt 1986–1992. Han var ordförande i Anglo-Swedish Society i Göteborg och i Idrottsföreningen Elfsborg i Borås  samt nämndeman i Hovrätten för Västra Sverige. Magnusson var ledamot av Conseil de Direction de la Societé Internationale de Droit militaire et de Droit de la Guerre. Han blev riddare av Svärdsorden 1968.